# Adenovirová salpingitida drůbeže

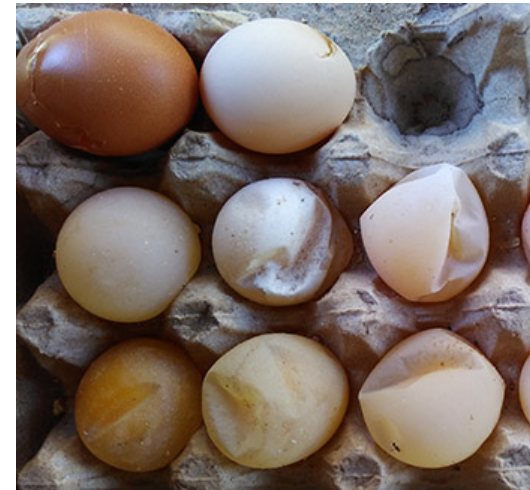
Vejce slepic nakažených adenonvirovou salpingitidou.

Adenovirová salpingitida drůbeže je infekce kachen, hus a kura domácího, která se však projevuje pouze u slepic zhoršenou kvalitou vaječné skořápky a redukcí snášky bez klinických změn jejich celkového zdravotního stavu. Tím způsobuje značné hospodářské ztráty a snižuje rentabilitu chovu. Původně se jedná o kachní nebo husí adenovirus, který byl zavlečen kontaminovanými vakcínami do chovů slepic, adaptoval se na kura domácího a postupně se rozšířil po celém světě.
Onemocnění původně pojmenované jako "syndrom poklesu snášky" (angl. egg drop syndrome 1976, EDS'76) bylo poprvé popsáno v Nizozemí v roce 1976 a velmi rychle se rozšířilo do všech zemí s intenzivním chovem drůbeže.

## Příčiny nemoci (etiologie)
Původcem salpingitidy (zánět vejcovodu) je typický ptačí adenovirus, který se ale odlišuje schopností aglutinovat erytrocyty kura domácího, kachen, krůt, hus, pávů a holubů; savčí erytrocyty nehemaglutinuje. Je představitelem III. skupiny ptačích konvenčních adenovirů (AAV III)‚ pro kterou je navrhováno vytvoření nového rodu Atadenovirus. Zatím je znám pouze jeden sérotyp, ale 3 odlišné genotypy viru byly prokázány v Evropě, Anglii a Austrálii; rozdíly ve virulenci terénních izolátů nebyly dosud pozorovány.
Genom viru obsahuje DNA o mol. hm. 22,3×106. Virus vlastní 13 strukturálních polypeptidů, z nichž nejméně 7 koresponduje s polypeptidy konvenčních adenovirů sérotypu 1 (FAV-1). Je rezistentní na chloroform a stabilní při pH 3-10. Je inaktivován teplem při 60 °C za 30 minut, 0,5% formaldehydem a 0,5% glutaraldehydem; teplotu 56 °C přežívá po dobu 3 hodin. Nejlépe se pomnožuje v kachních a husích embryích nebo z nich připravených buněčných kulturách.

## Vznik a průběh nemoci (epizootologie)

### Hostitel
Přirozeným hostitelem viru jsou kachny a husy, u kterých se však infekce neprojevuje klinicky, ani vlivem na snášku. Infekce byla sérologicky také potvrzena u mnoha vodních ptáků, včetně migrujících divokých kachen a hus, dále u sov, čápů, volavek, labutí a racků. Kur domácí není přirozeným hostitelem. Věková rezistence k infekci není známa.

### Přenos
U kura domácího se virus přenáší převážně vertikální cestou. Počet infikovaných vajec je malý, ale kontagiozita viru je velká. Transovariálně infikovaná kuřata zůstávají bez klinických příznaků a také exkrece viru i sérokonverze jsou minimální. Teprve v produkčním věku dojde u nosnic vlivem zahájení snášky (stres) k reaktivaci vertikálně přeneseného viru a následným změnám na vejcích, redukci snášky, vylučování viru a tvorbě protilátek. K omezenému horizontálnímu šíření infekce dochází zpravidla jen v době výskytu syndromu (orální infekce). Infikované nosnice vylučují virus nepravidelně a v malém množství sekrety a trusem asi po dobu 11 týdnů po infekci. Virus je vylučován nosnicemi i za přítomnosti vysokého titru protilátek; některé nosnice vylučující virus nemusí tvořit protilátky. Po infekci vzniká krátkodobá virémie (5-7 dnů) s generalizací viru v organismu; detekce viru po této době je obtížná. Mimo přímého šíření kontaktem mezi zdravou a infikovanou drůbeží (častěji při chovu na podestýlce než v klecové technologii) se nákaza přenáší i krmivem kontaminovaným trusem, transportními bednami apod. V období virémie také injekčními jehlami při odběru krve nebo vakcinaci. Nosnice těžšího a hnědovaječného typu jsou v terénu postihovány častěji než slepice bělovaječného typu.

### Patogeneze
Virus se masivně pomnožuje v tubulárních žlázách dělohy. Důsledkem zánětu je porucha funkce této části vejcovodu a produkce vajec s nekvalitní skořápkou. Na rozdíl od konvenčních ptačích adenovirů se virus salpingitidy nepomnožuje ve sliznici střevní. Přítomnost viru v trusu je pravděpodobně způsobena jeho kontaminací exsudátem z vejcovodu.

## Projevy nemoci (symptomatologie)

### Klinika
Prvním příznakem nemoci je depigmentace vaječné skořápky a produkce vajec s tenčí až měkkou skořápkou a také bez skořápky. Výjimečně bývá pozorován i vodnatý bílek. Vejce s tenkou skořápkou mívají často na jednom konci zdrsnělý povrch skořápky. Oplozenost a líhnivost u nezměněných násadových vajec nejsou porušeny, změněná vejce se vyřazují. Krátce po výskytu změněných vajec dochází k poklesu snášky, který může být rychlý nebo pozvolný. Snáška je redukována po dobu 4-10 týdnů a to až o 40 %. Někdy místo prudkého poklesu bývá pozorován opožděný nástup do snášky a trvale nižší snáška. Průběh onemocnění závisí na věku a imunitním stavu nosnic – slepice neimunní a infikované horizontálně ke konci snáškového cyklu vykazují dlouhodobější pokles snášky, který často bývá doprovázen předčasným pelicháním. V obou případech zůstávají nosnice klinicky zdravé, až na ojedinělé případy netečnosti, inapetence a průjmu.

### Patologie
Pitevní nález při přirozené infekci bývá minimální, s výjimkou salpingitidy bakteriálního původu. Někdy se nacházejí inaktivované vaječníky a atrofie vejcovodu.

## Diagnostika
Změny na vejcích společně s poklesem snášky jsou typické. Při trvalém výskytu infekce v hejnu nejsou však změny na vejcích tak výrazné. Pro izolaci viru jsou nejvhodnější kachní nebo husí vejce, případně z nich připravené buněčné kultury. Protilátky se objevují u nosnic bezprostředně po výskytu nemoci. Prokazují se neutralizačním, hemaglutinačním, precipitačním, imunofluorescenčním nebo ELISA testem.
Diferenciální diagnostika. Odlišit je nutno dietetické (zejména nedostatek vápníku) a technologické závady, intoxikaci nikarbazinem, aviární encefalomyelitidu, infekční bronchitidu, Newcastleskou nemoc a záněty vejcovodu způsobené bakteriálními infekcemi.

## Terapie a prevence
Terapie nemoci není známa. Vzhledem k vertikálnímu přenosu infekce je nezbytné používat násadová vejce jen ze zdravých chovů. Je nutná i kontrola vakcín, produkovaných na kachních buňkách. Horizontálnímu způsobu šíření brání dodržování veterinárně hygienických opatření při výskytu infekčních nemocí (zejména oddělený chov různých věkových kategorií kura a vodní drůbeže). Důležité je také používání sterilních injekčních jehel při zdravotních zkouškách a vakcinaci.
Specifická imunoprofylaxe se provádí olejovými inaktivovanými vakcínami, které se aplikují v období mezi 14.-18. týdnem věku kuřic (nejpozději 3 týdny před začátkem snášky). Vakcíny chrání celoživotně před infekcí a redukují množství vylučovaného viru. Hemaglutinační postvakcinační protilátky se přenášejí ve vysokém titru na potomstvo vakcinovaných nosnic a chrání je v prvních týdnech života před infekcí.